# Jattenahalli, Channarayapatna
Jattenahalli là một làng thuộc tehsil Channarayapatna, huyện Hassan, bang Karnataka, Ấn Độ.